# Caferli, Kuşadası
Caferli là một xã thuộc huyện Kuşadası, tỉnh Aydın, Thổ Nhĩ Kỳ. Dân số thời điểm năm 2010 là 116 người.